# Петропавловка (Подгоренский район)
Петропавловка — хутор в Подгоренском районе Воронежской области. Входит в состав Скорорыбского сельского поселения.

## География
Расположено в 5 км к юго-западу от районного центра, на правом берегу р. Гнилая Россошь.

## Население
| 2010 |
| ---- |
| 164  |